# محطة الحافلات المركزية في القدس

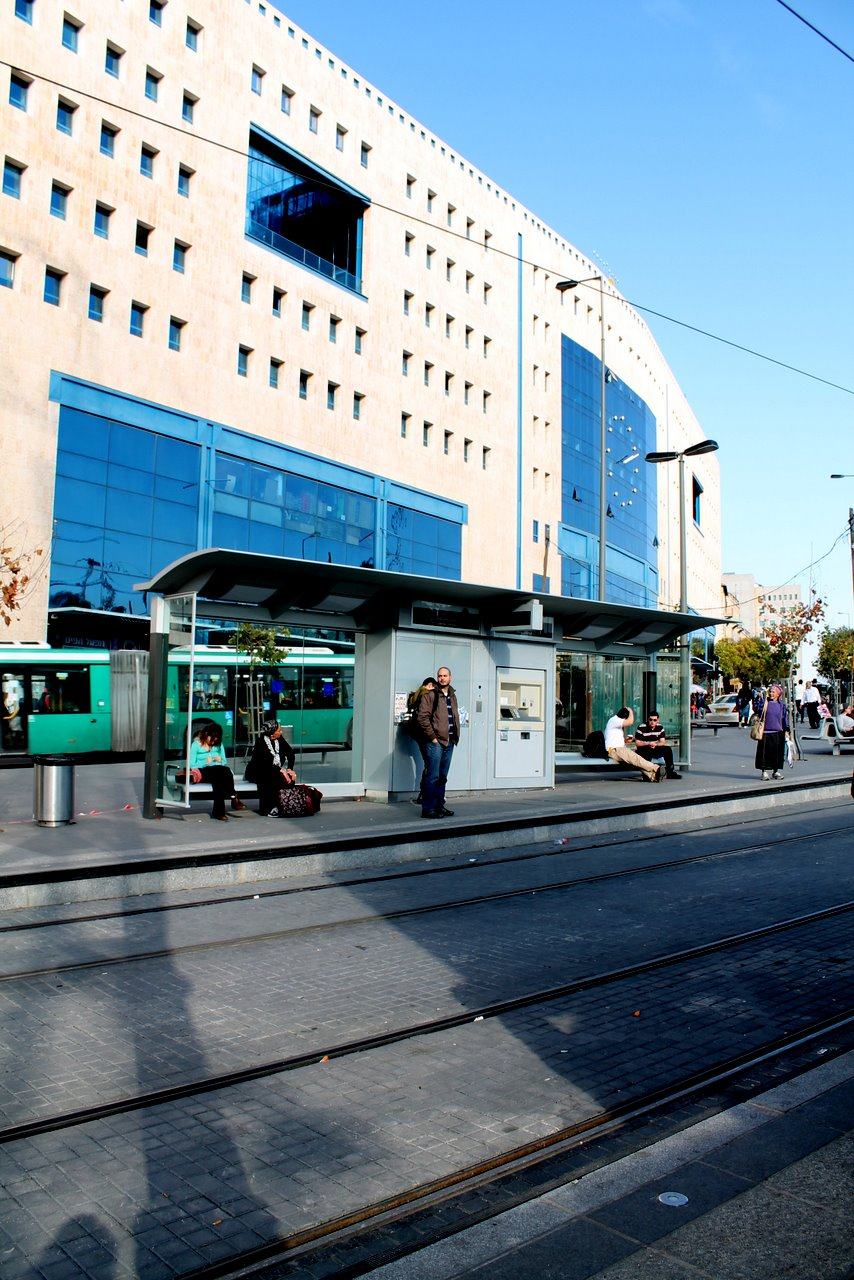
المحطة من الخارج

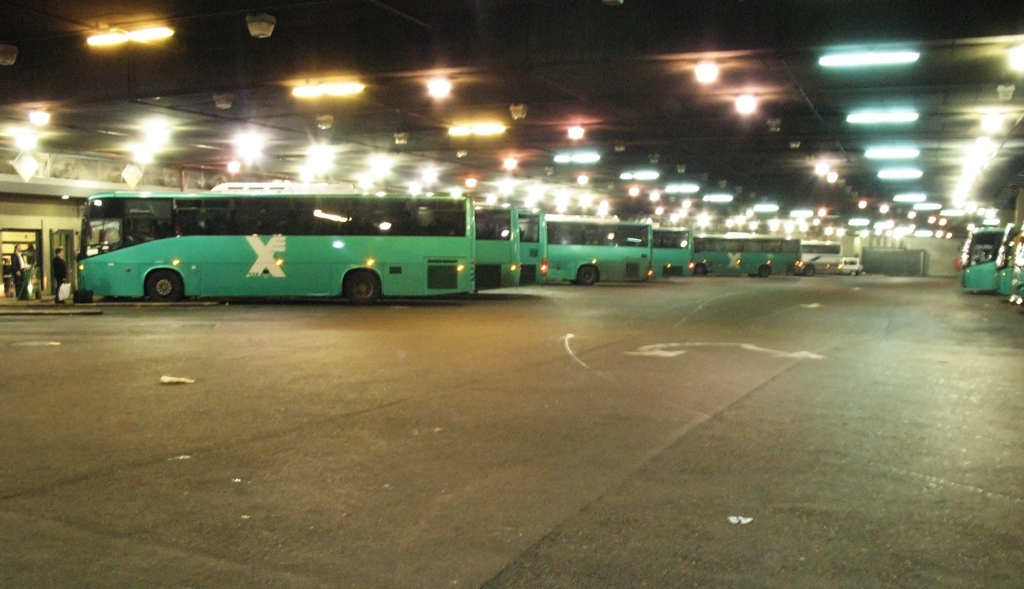
من الداخل، 2008

محطة الحافلات المركزية في القدس محطة رئيسية في القدس المحتلة، تحوي المحطة العديد من الحافلات التي توصل إلى أماكن مختلفة في فلسطين المحتلة وإسرائيل أو الضفة الغربية. تعمل بها العدة شركات حافلات واهمها شركة ايجد.